# Vata (Kačanik)
Pour les articles homonymes, voir Vata.
Vatë en albanais et Vata en serbe latin (en serbe cyrillique : Вата) est une localité du Kosovo située dans la commune/municipalité de Kaçanik/Kačanik, district de Ferizaj/Uroševac (Kosovo) ou district de Kosovo (Serbie). Selon le recensement kosovar de 2011, elle compte 1 675 habitants, tous albanais.

## Démographie

### Évolution historique de la population dans la localité
| 1948 | 1953 | 1961 | 1971 | 1981  | 1991  | 2011  |
| ---- | ---- | ---- | ---- | ----- | ----- | ----- |
| 508  | 553  | 603  | 758  | 1 062 | 1 290 | 1 675 |

|  |